# مبرهنة ثيفينين
مبرهنة ثِيفِنِين (بالإنجليزية: Thevenin’s theorem)‏ لتحليل الدوائر الكهربائية الخطية.
تنص على أنه لأي شبكة كهربائية خطية ذات طرفين (two terminals) مكونة من مصادر لفرق الجهد أو مصادر للتيار أو مقاومات أو كلها معا، فإنه يمكن تمثيل هذه الشبكة بمصدرٍ واحدٍ لفرق الجهد موصولاً على التوالي مع مقاومة واحدة. تنطبق هذه المبرهنة أيضاً على دوائرالتيار المتردد (AC sources) مع ممانعات (Impedances: z) بشرط أن تعمل جميع المصادر على نفس التردد.
وهناك مبرهنات قامت عليها مثل مبرهنة نورتون وهي أحد الدروس المهمة في مادة (دوائر كهربائية 1) في الجامعات.
أول من اكتشف هذه المبرهنة هو العالم الألمانيّ هيرمان فون هيلمهولتز (Hermann von Helmholtz) وذلك عام 1853، إلا أن مهندس التلغراف الفرنسي ليون شارل تيفنين أعاد اكتشافَها عام 1883 م.

تنص المبرهنة علي أن الدوائر الكهربائية ذات مصادر الجهد والمقاومات يمكن أن تحول لدائرة ثيفينين (:مصدر جهد وحيد ومقاومة وحيدة) المساوية لها وهي عبارة عن تقنية لتبسيط الدوائر الكهربائية. 